# Melampsora occidentalis
Melampsora occidentalis är en svampart som beskrevs av H.S. Jacks. 1917. Melampsora occidentalis ingår i släktet Melampsora och familjen Melampsoraceae.   Inga underarter finns listade i Catalogue of Life.